# 青い鯨 (ゲーム)
青い鯨（あおいくじら）、Blue Whale Challenge（ブルー・ウェール・チャレンジ）とは、ロシアで2017年頃発祥とされる、SNSなどを介して参加者へ自殺を教唆、扇動するいわゆる自殺コミュニティや、その指示の内容などの総称である。
青少年の自殺を誘発しているとしてロシアをはじめ、アルゼンチン、イタリア、インド、ウルグアイ、ケニア、コロンビア、チリ、バングラデシュ、ブルガリア、ブラジル、フランス、ポルトガル、メキシコ、など世界各国で社会問題と化した。

## 概要
自殺コミュニティの参加者は、管理者から50日間にわたり毎日異なる課題を行うようSNSを通じて要求され、その証拠の画像をSNSへ投稿し、報告するよう求められる。その課題は次第に過激なものへとエスカレートし、最終的に自殺を指示される。
VK.comにはこのような「死の集団」と呼ばれる自殺コミュニティが少なくとも8件確認されている。
2016年11月、数ある自殺コミュニティの中のひとつの、首謀者の一人である、フィリップ・ブデイキン（Philipp Budeikin）容疑者（当時21歳）が、VKでの自殺教唆などで、サンクトペテルブルク当局により逮捕される。ブデイキンは2012年頃からこのゲームを構想していた。最初はVKに恐怖映像などの印象深いコンテンツを投稿し参加者を誘い、コンテンツにリンクされたインスタントメッセンジャーへ、アクセス許可の申請がなされた時が『ゲーム開始』などと語った。さらに被害者の少年少女達を「生物学的なごみ」「社会においてなんの価値もない人間」などと称し、「彼らが選択したのだ。」「誰にもなにも強制などしていない」「ただ社会をきれいにしただけ」などと述べた。ブデイキンはシベリアの裁判所により有罪判決を受け収監された。
ロシアの独立系紙『ノーヴァヤ・ガゼータ』の報道によると、2015年11月から2016年4月にかけての期間だけで、ロシアでは数十人の若者が「死の集団」の影響により自殺したとされるが、同紙の報道内容に対しては懐疑的な声もある。また、2016年のロシアでは「死の集団」を要因として未成年者の自殺率が前年比で57パーセント上昇したと主張する関係者も存在するが、同年のロシアにおける自殺者の総数は前年の2015年から減少している。
ブルー・ウェール・チャレンジは世界各国で関連した事件が発生している。

## 各国の対応
2017年
3月、ルーマニアの内務大臣であるCarmen Danはこの現象について深い憂慮を表明した 。ブカレスト市長のGabriela Fireaは青い鯨を「極めて危険」と評した。
青い鯨はフランスやイギリスを含む西ヨーロッパにも重大な懸念を引き起こしている。
4月、ブラジルでは、この青い鯨ゲームに対抗して、サンパウロのデザイナーと広告代理店が「Baleia Rosa」(ピンクの鯨)運動を始めた 。この運動はバイラル現象となり、何百人ものボランティアの協力により担われている。ピンクの鯨運動は生命を重んじ抑鬱に立ち向かうような前向きな課題に基づいている。同じくブラジルでは、「Capivara Amarela」(黄色のカピバラ)運動も新たに行われている。黄色のカピバラ運動では、青い鯨ゲームと戦い、人々がある種の助けを探し求めるように導くことを提案している。参加者は、助けを求める挑戦者と、一種の代父母の役割を果たす治療者に分けられる。パラナ州南部にあるアドベンティスト派の学校では、他の教育機関と協力し、「ヨナ・チャレンジ」という別のチャリティゲームを提案し、状況を逆転させようとしている。ヨナは聖書上の人物で、巨大な魚に飲み込まれた3日後に吐き出されたとされる。他にも青い鯨に対抗してブラジルで始められたゲームとしては、「Baleia Verde」(緑の鯨)や「Preguiça Azul」(青いナマケモノ)がある。またベロオリゾンテやレシフェでは、多くの学校が青い鯨の危険性についての講演を推進している 。ピアウイ州のDERCAT(ハイテク犯罪防止専門の警察)は青い鯨の危険性を若年者に向けて警告する手引き書を準備している。
アメリカの「ブルー・ウェール・チャレンジ」という同名のサイトは、青い鯨に直接的に対抗するのではなく、精神面の健康や幸福を促進するような50日間の課題を提供している。
作家のGlória Perezは2017年4月21日に、新作のテレノベラ『A Força do Querer』の中で青い鯨を取り上げる予定であることを表明した。
またメディアは10代の自殺を取り上げたNetflix『13 Reasons Why』にまつわる論争と、青い鯨の現象が一致していることを強調した。
5月、メキシコのミチョアカン州当局はブルー・ウェール・チャレンジがメキシコ国内に広がる可能性があるとして警告した。
同5月、中国のポータルサイト大手であるテンセントは、運営するSNSプラットフォームQQ上の青い鯨と関係していると疑われる12のコミュニティを閉鎖した。このような青い鯨との関係が疑われるSNSコミュニティの数は上昇傾向にある。関連する検索キーワードも同時にブロックされた。
8月17日、インド政府は７月末から相次ぐ未成年の自殺はいずれもブルー・ウェール・チャレンジが関連しているものとして、ブルー・ウェール・チャレンジに関するリンクは、見つけ次第削除するようグーグル、ヤフー、ツイッター、フェイスブックなどに要請した。

## エピソード
「Blue Whale」は一般的に「シロナガスクジラ」を指す語句であり、青い鯨ではない。